# Angolo di sbandamento

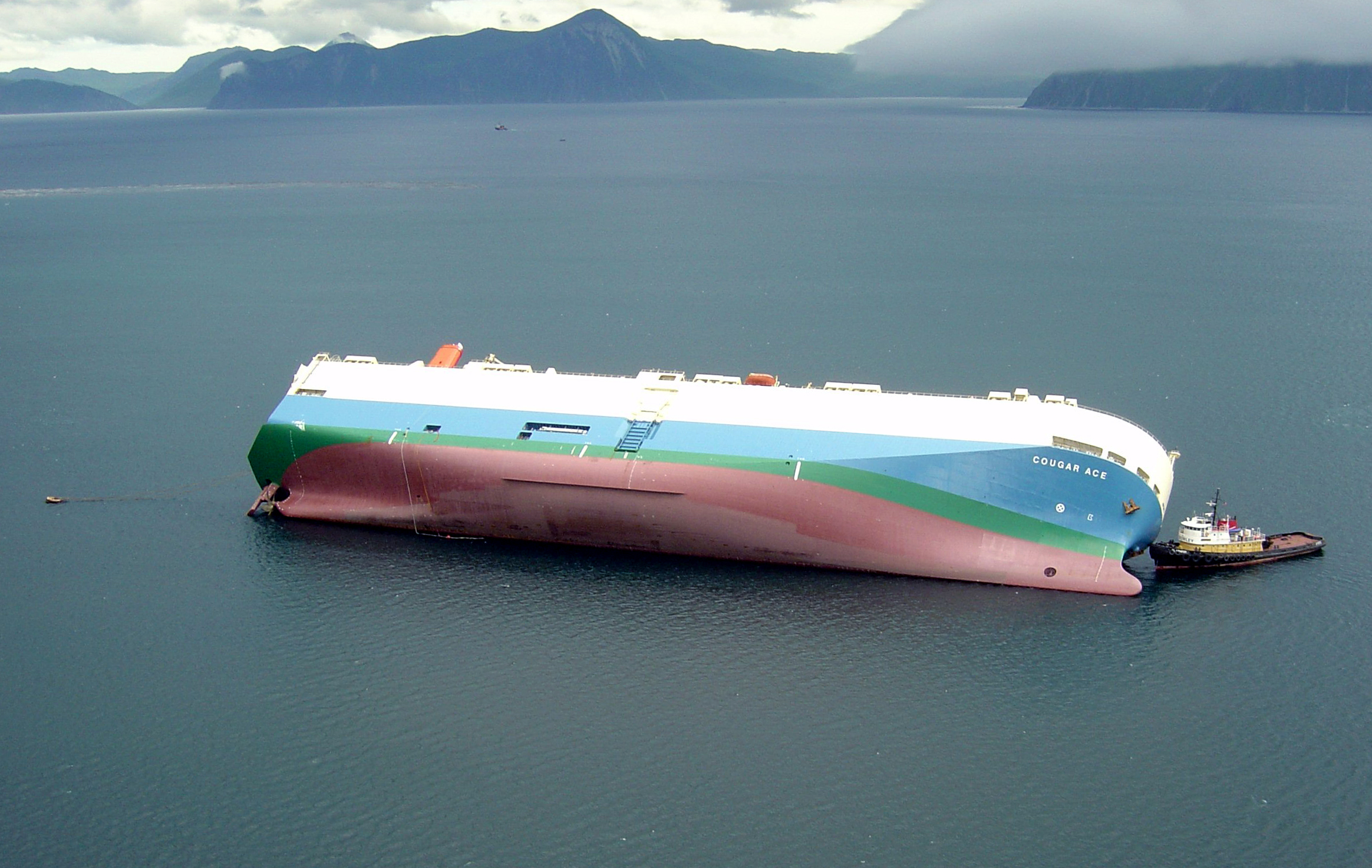
La Cougar Ace inclinata a sinistra

L'angolo di sbandamento è l'angolo dell'inclinazione di una barca su un fianco per effetto del vento, del moto ondoso o di altre cause. Se una nave inclinata supera il punto in cui un momento di raddrizzamento la manterrà a galla, si capovolgerà e molto probabilmente affonderà.
Lo sbandamento è causato dalla distribuzione fuori asse del peso a bordo a causa di un carico irregolare o di un allagamento.
Il rollio è invece il movimento dinamico da un lato all'altro causato dalle onde.